# مارک کینله
مارک کینله (انگلیسی: Marc Kienle؛ زادهٔ ۲۲ اکتبر ۱۹۷۲) بازیکن فوتبال اهل آلمان است.
از باشگاه‌هایی که در آن بازی کرده‌است می‌توان به باشگاه فوتبال ام‌وی‌وی ماستریخت، باشگاه فوتبال آلمانیا آخن، باشگاه فوتبال کارلسروهه، باشگاه فوتبال دویسبورگ، و باشگاه فوتبال اشتوتگارت اشاره کرد.
وی همچنین در تیم ملی فوتبال زیر ۲۱ سال آلمان بازی کرده‌است.